# Tietjerksteradeel
Tietjerksteradeel / Tytsjerksteradiel – gmina w prowincji Fryzja w Holandii. W 2014 roku zamieszkiwało ją 31 980 mieszkańców.
Przez gminę przechodzą drogi prowincjonalne: N355, N361, N356, N913 oraz N31.

## Miejscowości

### Wioski
Nieoficjalną wioską jest Bartlehiem liczące około 70 mieszkańców.

### Przysiółki
| - Giekerkerhoek (Gytsjerksterhoeke) - Hoogzand (It Heechsân) - Iniaheide - Kleinegeest (De Lytse Geast) - Quatrebras - Schuilenburg (Skûlenboarch) - Siegerswoude (Sigerswâld) | - Suameerderheide (Sumarreheide) - Veenwoudsterwal (Feanwâldsterwâl) - Witveen (It Wytfean) - Zwartewegsend (Swarteweisein) - Zevenhuizen |